# マリーア・デステ
マリーア・デステ （Maria d'Este, 1644年12月8日 - 1684年8月20日）は、パルマ公ラヌッチョ2世・ファルネーゼの3番目の妻。

## 生涯
モデナ・レッジョ公フランチェスコ1世・デステとパルマ・ピアチェンツァ公ラヌッチョ1世・ファルネーゼの娘マリーア・ファルネーゼとの間に生まれた娘で、ラヌッチョ2世の2番目の妻イザベッラ・デステの妹である。
1666年にイザベッラと死別したラヌッチョ2世はその後、別の従姉妹と結婚することに決めた。1667年の10月16日から23日の間に結婚の話がまとまり、1668年の1月16日に結婚式を行った。
2人は多くの子供をもうけたが、この時代の死亡率は高く、以下の2人だけが成人した。
- フランチェスコ・ファルネーゼ（1678年 - 1727年）- 1694年からのパルマ・ピアチェンツァ公
- アントニオ・ファルネーゼ（1679年 - 1731年） - ファルネーゼ家最後のパルマ・ピアチェンツァ公

マリーアは1684年8月20日にパルマで死去した。